# Andrenosoma boranicum
Andrenosoma boranicum är en tvåvingeart som beskrevs av Corti 1895. Andrenosoma boranicum ingår i släktet Andrenosoma och familjen rovflugor. Inga underarter finns listade i Catalogue of Life.